# جيوفاني كورييري
جيوفاني كورييري (بالإيطالية: Giovanni Corrieri)‏ (مواليد 7 فبراير 1920 في مسينة - 22 يناير 2017) ، هو دراج إيطالي سابق في صنف سباق الدراجات على الطريق.

## سجل النتائج

### سباقات أو مراحل فاز بها
- طواف فرنسا
- طواف إيطاليا

## وصلات خارجية
- الموقع الرسمي

## روابط خارجية
- جيوفاني كورييري على موقع أرشيف الدراجات (الإنجليزية)
- جيوفاني كورييري على موقع إحصائيات الدراجات الإحترافية (الإنجليزية)
- جيوفاني كورييري على موقع CycleBase (الإنجليزية)